# Жуков, Михаил Никифорович
Михаил Никифорович Жуков (1895—1923) — полковник, казак ст. Кавказской, деятель Белого движения.

## Биография
Родился в 1895 году. В 1902 г. поступил в станичное училище, в 1907 г. — в гимназию хут. Романовского (ныне г. Кропоткин), окончил ее в 1913 г. Затем поступил в Оренбургское казачье училище, которое окончил в мае 1915 г. хорунжим. Получил назначение во 2-й Запорожский казачий полк, участвовал в мировой войне на Кавказском фронте вплоть до 1918 г. Вернувшись с фронта, вступил в Добровольческую армию и назначен командиром 2-й сотни 1-го Кубанского полка. В конце марта 1918 г. получил тяжелые ранения при штурме Екатеринодара. Отступившие добровольцы оставили его лечиться в ст. Дядьковской, где Жуков находился до прихода добровольцев летом 1918 г. В феврале 1920 г. назначен командиром дивизиона партизанского полка, который планировалось оставить в тылу пришедших красных. С полком отступал до Адлера. Оттуда эвакуирован в Крым, где назначен во 2-й сводный Кубанский полк, предназначенный для десантных действий.
В августе 1920 г. Жуков высадился в составе полка в пос. Суко. Штаб П. Н. Врангеля возложил на Жукова обязанность — в случае поражения десанта остаться на Кубани и объединить повстанцев на Таманском полуострове. Сразу после высадки в Суко Жуков ушел в разведку и пробрался домой в хут. Романовский, а затем к родителям в ст. Кавказскую и вновь в Романовский, где и скрывался. В это время были расстреляны как заложники его двоюродные братья и родители. Жуков отбыл в ст. Староминскую на разведку и вскоре начал объединять вокруг себя мелкие повстанческие отряды Зубаря, Евсея Дубины и др. Был создан (не ранее октября 1920 г.) 1-й отряд Партизанской русской армии в районе ст. Крыловской и Староминской. К весне 1921 г. отряд разросся до 200 сабель. Жуков объявил себя агентом русской армии и поделил свои отряды на две группы, одну из которых и возглавил лично в районе ст. Чепигинской. Установил связь с подпольным штабом помощи русской армии, а 26 марта 1921 г. созвал съезд главарей отрядов в Бейсугской плавне и стал председателем съезда. Жуков возглавил «штаб помощи…» и настоял на немедленном активном наступлении, но отверг предложение «самостийников»-эсеров Кубанского повстанческого правительства о союзе. Жуков был монархистом-конституционалистом.
В апреле 1921 г. Жуков занял ст. Чепигинскую, руководил кровавой расправой над сторонниками РКП(б) и коммуной «Набат». Вскоре его отряд был наголову разбит и Жуков скрылся, чудом уцелел при облаве. Затем бежал к Зубарю и возглавил «Организацию белого креста» («Георгиевский союз»), имевшую подпольные ячейки на северо-западе Кубани. Установил жесткую конспирацию, опасаясь провокаций ЧК под видом врангелевцев. Переименовал эту структуру в «Союз русского народа имени Архангела Михаила» (вариант названия — «Военный союз русского народа»). В августе 1921 г. разбит и взят в плен, но не был опознан и бежал.
С осени 1921 г. Жуков влиял на политическую обстановку, скрываясь близ Каневской. Ранней весной 1922 г. его отряд был разбит и примкнул к силам Е. Дубины. Жуков издал несколько приказов антисемитского содержания, но запрещал грабежи. Дубина был исполнителем его воли. Жуков под видом голодающего пробрался в горы к ст. Ахметовской для переговоров с полковником Беловым, затем вернулся к Дубине. После очередного поражения скрывался в разных станицах под чужими именами. В сентябре 1923 г. выслежен близ ст. Бутуринской, арестован и доставлен в Краснодар. Умер от туберкулёза перед судом в краснодарском доме заключённых.

### Семья
Жена — Евдокия Ильинична, правнучка Петра Алексеевича Титова (1798—1850), коменданта Смоленска;
- сын Юрий.